# 央齒龍屬
央齒龍屬（學名：Cardiodon）意為「心臟牙齒」，是蜥腳下目恐龍的一個屬。其化石是一顆牙齒，形狀像心臟，發現於英格蘭威爾特郡，地質年代屬於侏羅紀中期的巴通階。在歷史上，央齒龍的分類很不確定，而且經常被歸類於鯨龍，但近代研究認為牠們是不同的屬，並與圖里亞龍是近親。

## 歷史及分類
在1841年，理查德·欧文（Richard Owen）將一顆發現於阿文河畔布拉福的牙齒命名為央齒龍屬（該牙齒已經遺失），但當時卻沒有訂立任何種名。三年後，他才加入了種名。在之後幾十年，他與其他學者都認為牠有可能是著名的蜥腳下目恐龍－鯨龍的異名。在1890年，理查德·莱德克（Richard Lydekker）將鯨龍的牛津鯨龍（Cetiosaurus oxoniensis）歸類於央齒龍，該種當時只有一些牙齒及骨骼。另外，他將另一顆發現於格羅斯特郡賽倫塞斯特附近的牙齒（編號BMNH R1527）加入此種中。之後，央齒龍多被歸類於鯨龍，但有些研究人員認為牠們是鯨龍屬的一個種。
在2003年，保罗·厄普丘奇（Paul Upchurch）及约翰·马丁（John Martin）重新研究鯨龍，發現只有很少證據顯示牛津鯨龍的牙齒與該骨骼有關係，而牛津鯨龍的牙齒有與央齒龍的牙齒有差異（央齒龍的牙齒是凸面向舌頭的）。所以，他們支持保留央齒龍這個獨立的屬。在2004年，厄普丘奇等人重複這個研究，發現雖然這個牙齒沒有衍徵，但卻是屬於真蜥腳類。在2006年的圖里亞龍命名研究中，同時指出央齒龍是這類新巨型恐龍的近親。

## 古生物學
央齒龍是巨大的四足植食性恐龍，但由於缺乏有關的化石資料，對牠的研究也甚少。